# 합천 영암사지 삼층석탑
합천 영암사지 삼층석탑(陜川 靈岩寺址 三層石塔)은 대한민국 경상남도 합천군 가회면 둔내리, 영암사지에 있는 신라의 삼층석탑이다. 1968년 12월 19일 대한민국의 보물 제480호로 지정되었다.

## 개요
영암사터는 황매산(黃梅山) 남쪽 기슭에 있는 신라시대의 절터이다. 절의 창건연대는 알려지지 않았으나 1014년에 적연선사(寂然禪師)가 이 곳에서 입적했다는 기록이 있어 그 이전에 세워진 것으로 짐작된다. 절터에는 석탑을 비롯하여 쌍사자석등, 귀부 등 각종 석조유물이 남아 있다.
이 탑은 탑신부가 무너져 있던 것을 1969년에 복원하였으며, 현재 금당 앞에 새로 세운 두 채의 건물사이에 서 있다. 2단의 기단(基壇) 위에 세워진 3층석탑으로 통일신라석탑의 전형양식을 따르고 있다.
기단은 모서리와 가운데에 기둥 모양을 본떠 새겼다. 탑신부(塔身部)는 몸돌과 지붕돌이 각각 한 돌로 되어 있고, 몸돌에는 모서리에 기둥을 새겼다. 1층 몸돌이 약간 높은 편이며 2·3층은 크게 줄었다. 지붕돌 밑면의 받침은 4단씩이고, 처마 밑이 수평이며 지붕의 경사가 완만한 곡선으로 흘러내려 네 귀퉁이에서 살짝 치켜 올라갔다. 탑의 머리장식부분은 전부 없어졌으나, 3층 지붕돌의 윗면에 쇠막대를 끼우던 구멍이 있다.
위층 기단과 1층 몸돌이 약간 높은 느낌은 있으나, 전체의 균형을 잃지 않았으며 각 부재의 짜임새 또한 간결하다. 신라석탑의 양식을 잘 이어받고 있으나, 기둥 표현이 섬약하고 지붕돌 받침수가 줄어든 점으로 보아 건립시기는 9세기경으로 짐작된다.

## 같이 보기
- 합천 영암사지 (사적 제131호)

## 참고 자료
- 합천 영암사지 삼층석탑 - 국가유산청 국가유산포털